# かぜ耕士
かぜ 耕士（かぜ こうじ、1944年〈昭和19年〉7月13日 - 2020年〈令和2年〉9月26日）は、日本の作詞家・放送作家・ラジオパーソナリティ。本名は山田功（やまだ いさお）。

## 来歴
- 埼玉県比企郡嵐山町出身。中学生、高校生時代は東京都墨田区向島の美容院に預けられて過ごす。東京都立本所高等学校卒業後、ミュージカル俳優を目指して日本大学芸術学部演劇学科入学[1]。大学在学中の1967年、永六輔主催の創作集団「ニコニコ堂」に入団して、筆名「かぜ耕士」を名乗った。この時の仲間には喰始がいた。
- 永が作家志望の学生を募集したことがきっかけで放送作家、作詞家となる。日本大学を卒業した翌年1968年の4月、アイ・ジョージの『太陽よ永遠なれ』で作詞家としてデビュー。当時、『3時のあなた』（フジテレビ）、『走れ!歌謡曲』（文化放送）でアシスタントディレクターとして働いていたこともある[1]。
- 1969年からは放送作家としても活動開始、テレビ、ラジオの番組でレギュラーを持つ。NHKが翌1970年1月から放送を予定していた音楽番組『ステージ101』の出演者のオーディションに合格したシング・アウトが、ヤマハ音楽振興会の音楽コンクール『第1回合歓ポピュラーフェスティバル'69』に参加することになり、かぜはステージ101の音楽監督に就任した作曲家の中村八大と「涙をこえて」を共作した。永が作詞する予定だった[注釈 1]が当時取材のために海外にいたので、かぜが代理に抜擢された[1]。同曲は同年7月25日に開かれた同コンクールでシング・アウトによって披露され、作曲グランプリを受賞[注釈 2]。11月にはRCAからシング・アウトのデビュー・シングルとして発表されて、21万枚を売り上げるヒットを記録した。

- 1970年1月からNHK総合テレビジョンでステージ101が放送開始。「涙をこえて」はレギュラー出演グループのヤング101のメンバーとして出演したシング・アウトにより番組オリジナルソングの第一作として披露され、この人気番組を代表する歌曲になった[注釈 3]。かぜは番組の構成を担当すると共に、引き続いて「脱線列車にのり込んで」や「お昼は何にしましょうか」などのオリジナルソングの作詞を手掛けた。
- 1972年4月から約6か月間『土曜ショー』のインタビュアー、ナレーターを務める。同年10月からNHKのラジオ番組『若いこだま』の土曜日にレギュラー出演、ラジオパーソナリティとしても活動を始める。深夜放送が若者の間でブームの中、『たむたむたいむ』で人気を得る。その後、『セイ!ヤング』、『オールナイトニッポン』と深夜放送の代表的な番組でパーソナリティーを担当。
- 1981年10月、『かぜ耕士のオールナイトニッポン』終了。ラジオのレギュラーパーソナリティとしての座からは離れ、単発番組出演や、CMのナレーションなどを務める。
- 1984年、主な活動場所をテレビ番組の構成に移し、情報番組、ドキュメンタリー番組の構成を多く手掛ける。この時から風小路将伍というテレビ用のペンネームを使い始める。
- 1985年、『そこが知りたい』の「通勤線途中下車」シリーズの構成を始める。
- 1999年4月から『バックグラウンド・ミュージック』（TBSラジオ）の構成の担当を始める。同番組では再びかぜ耕士の名前を使い始める（ただし、テレビにおいてはこれまで通り『風小路将伍』のままとのことである）。
- 2013年6月　エフエムさがみ（FM HOT 839）、「かぜ耕士のどこかでラジオが」のパーソナリティでラジオ復帰。8月よりギランバレー症候群で入院、2014年1月に退院した。4月にラジオパーソナリティーに復帰、出演を続けていた。
- 2020年9月26日に死去[2]。76歳没。

## 作詞
- あいざき進也「ダウンタウンひとりぼっち」
- 伊勢功一「今夜の雨は女の涙」
- 春日八郎「おさみし谷の子守唄/明日に微笑はない」
- 西城秀樹「おぼえているかい」
- 鹿内タカシ「モカの香り」
- 西崎みどり「おもいで湖畔」
- シング・アウト「涙をこえて」
- 市川光興「夕陽のまつり」

## ラジオ番組
- 若いこだま （1972年10月 - 1973年3月、NHK）土曜日
- たむたむたいむ （1973年4月 - 1978年6月）
- セイ!ヤング （1978年4月 - 1979年12月、月曜日）
- オールナイトニッポン （1980年7月 - 1981年10月、水曜日2部）
- かぜ耕士のどこかでラジオが（2013年 - エフエムさがみ 土曜 23時）

## 映画
- ラッコ物語 （東宝制作、1987年公開　脚本担当）

## 著作
- さよならの待ち伏せ　平安書店　1974年
- 各駅停車の青春に　婦人生活社　1975年
- 各駅停車の青春に（続）　婦人生活社　1976年
- 地球のフチに腰かけて　学習研究社　1977年
- 学校ってなんだ　祥伝社　1979年
- 炎の佛師　松本明慶　（共著）ネスコ　1999年
- 若山弦蔵のバックグラウンドミュージック　（共著）コスモの本　2002年